# Sergei Dmitrijewitsch Barbaschow
Sergei Dmitrijewitsch Barbaschow (russisch Сергей Дмитриевич Барбашёв; * 26. Juli 1992 in Moskau) ist ein russischer Eishockeyspieler, der seit 2019 beim SKA-Newa Sankt Petersburg in der Wysschaja Hockey-Liga unter Vertrag steht.

## Karriere
Sergei Barbaschow begann seine Karriere als Eishockeyspieler in seiner Heimatstadt in der Nachwuchsabteilung des HK ZSKA Moskau, für dessen zweite Mannschaft er in der Saison 2008/09 in der drittklassigen Perwaja Liga aktiv war. In der Saison 2010/11 gab der Verteidiger sein Debüt für die Profimannschaft des HK ZSKA Moskau in der Kontinentalen Hockey-Liga. In seinem Rookiejahr blieb er in drei Spielen punkt- und straflos. Parallel zum Spielbetrieb mit ZSKA in der KHL spielte er ab 2009 für dessen Juniorenmannschaft Krasnaja Armija in der multinationalen Nachwuchsliga Molodjoschnaja Chokkeinaja Liga und gewann in der Saison 2010/11 mit dem Team den Charlamow-Pokal, den Meistertitel der MHL.
Während des Expansion Draft am 17. Juni 2013 wurde Barbaschow von Admiral Wladiwostok ausgewählt. Dort spielte er bis 2015, wurde parallel aber auch bei Molot-Prikamje Perm in der zweitklassigen Wysschaja Hockey-Liga eingesetzt.
Im Herbst 2015 absolvierte er das Trainingslager der Chicago Wolves, erhielt aber keinen Vertrag.
Zwischen Mai 2017 und 2019 stand Barbaschow beim HK Sibir Nowosibirsk unter Vertrag, wurde jedoch ab Dezember 2018 ausschließlich bei Metallurg Nowokusnezk eingesetzt. Seit der Saison 2019/20 spielt er beim SKA-Newa Sankt Petersburg aus der Wysschaja Hockey-Liga.

### International
Für Russland nahm Barbaschow an der U18-Junioren-Weltmeisterschaft 2010 teil. Im Turnierverlauf erzielte er in sieben Spielen zwei Tore und sechs Vorlagen. Während des Turniers fungierte er als Assistenzkapitän und wurde zu einem der drei besten Spieler seiner Mannschaft gewählt.

## Erfolge und Auszeichnungen
- 2011 Charlamow-Pokal-Gewinn mit Krasnaja Armija Moskau
- 2011 KHL-Rookie des Monats November
- 2012 Silbermedaille bei der U20-Junioren-Weltmeisterschaft

## KHL-Statistik
(Stand: Ende der Saison 2018/19)